# Lucertola (raccolta di racconti)
Lucertola è la sesta opera della scrittrice giapponese Banana Yoshimoto. Scritta nel 1993 e pubblicata per la prima volta in Italia dalla Feltrinelli nel 1995, consiste in una serie di brevi racconti aventi tutti per sfondo Tokyo e incentrati su diversi temi, quali: il tempo, la guarigione, la memoria, il destino e il fato, l'amore, la vita e la morte. Argomenti che caratterizzano tutta l'esperienza narrativa della Yoshimoto.

## I racconti
Si tratta del primo libro di racconti dell'autrice giapponese e lei stessa, nel post scriptum per l'edizione italiana, scrive: "A rileggerlo adesso lo stile mi sembra piuttosto immaturo".
- Giovani sposi: racconta di una strana donna che un uomo appena sposato incontra sul treno.
- Lucertola: anche questa storia, come la precedente, è raccontata da una prospettiva maschile. Al centro: la relazione tra un uomo e una donna che lui chiama Lucertola per via di un piccolo tatuaggio raffigurante l'animale all'interno della coscia.
- Spirale: ancora una volta il tutto è raccontato attraverso gli occhi di un uomo. Questa storia analizza il punto di svolta all'interno di una relazione tra due persone.
- Sogno con Kimchee: è la prima storia narrata attraverso un punto di vista femminile. La protagonista racconta della sua relazione con un uomo sposato.
- Sangue e acqua: protagonista è la giovane Chikako, cresciuta all'interno di una setta religiosa.
- Strana storia sulla sponda del fiume: Akemi è una donna che usa il sesso per esprimere se stessa. I ricordi del passato (insieme al fiume e all'uomo che ama) l'aiuteranno a ricucire la propria vita.